# Lunga Marcia 3B
Il Lunga Marcia 3B (in cinese: 长征三号乙S, Chángzhēng sānhào yǐP) è un lanciatore spaziale cinese. Viene lanciato dal centro spaziale di Xichang nel Sichuan ed è composto da 3 stadi più 4 razzi ausiliari.
Al 2018 è il lanciatore più potente della famiglia di lanciatori Lunga Marcia, in attesa del completamento del mastodontico Lunga Marcia 9 previsto intorno al 2030, ed è il più pesante dei lanciatori del gruppo Lunga Marcia 3. Viene usato prevalentemente per il lancio di satelliti per telecomunicazioni in orbita geosincrona, ma è anche utilizzato per i satelliti del sistema di posizionamento BeiDou e per alcune sonde lunari.
Lo sviluppo del lanciatore è cominciato nel 1986 e il volo inaugurale è avvenuto il 14 febbraio 1996. Una versione potenziata, denominata 3B/E, è stata introdotta nel 2007 per aumentarne la capacità di carico verso l'orbita di trasferimento geostazionaria.

## Cronologia dei lanci
A maggio 2020 le due versioni del Lunga Marcia 3B hanno effettuato con successo 63 lanci, mentre due si sono conclusi con due fallimenti e due con successo parziale. Tutti i lanci sono avvenuti dal centro spaziale di Xichang.
| №  | Data              | Versione    | Carico                    | Orbita | Esito             |
| -- | ----------------- | ----------- | ------------------------- | ------ | ----------------- |
| 1  | 14 febbraio 1996  | 3B          | Intelsat 708              | GTO    | Fallimento        |
| 2  | 19 agosto 1997    | 3B          | Agila 2                   | GTO    | Successo          |
| 3  | 16 ottobre 1997   | 3B          | APStar 2R                 | GTO    | Successo          |
| 4  | 30 maggio 1998    | 3B          | Chinastar 1               | GTO    | Successo          |
| 5  | 30 luglio 1998    | 3B          | SinoSat 1                 | GTO    | Successo          |
| 6  | 12 aprile 2005    | 3B          | APStar 6                  | GTO    | Successo          |
| 7  | 28 ottobre 2006   | 3B          | SinoSat 2                 | GTO    | Successo          |
| 8  | 13 maggio 2007    | 3B/E        | NigComSat-1               | GTO    | Successo          |
| 9  | 5 luglio 2007     | 3B          | ChinaSat 6B               | GTO    | Successo          |
| 10 | 9 giugno 2008     | 3B          | ChinaSat 9                | GTO    | Successo          |
| 11 | 29 ottobre 2008   | 3B/E        | Venesat-1                 | GTO    | Successo          |
| 12 | 31 agosto 2009    | 3B          | Palapa-D                  | GTO    | Parziale successo |
| 13 | 4 settembre 2010  | 3B/E        | SinoSat 6                 | GTO    | Successo          |
| 14 | 20 giugno 2011    | 3B/E        | ChinaSat 10               | GTO    | Successo          |
| 15 | 11 agosto 2011    | 3B/E        | Paksat-1R                 | GTO    | Successo          |
| 16 | 18 settembre 2011 | 3B/E        | ChinaSat 1A               | GTO    | Successo          |
| 17 | 7 ottobre 2011    | 3B/E        | Eutelsat W3C              | GTO    | Successo          |
| 18 | 19 dicembre 2011  | 3B/E        | NigComSat-1R              | GTO    | Successo          |
| 19 | 31 dicembre 2012  | 3B/E        | APStar 7                  | GTO    | Successo          |
| 20 | 29 aprile 2012    | 3B          | Compass-M3 Compass-M4     | MEO    | Successo          |
| 21 | 26 maggio 2012    | 3B/E        | ChinaSat 2A               | GTO    | Successo          |
| 22 | 18 settembre 2012 | 3B          | Compass-M5 Compass-M6     | MEO    | Successo          |
| 23 | 27 novembre 2012  | 3B/E        | ChinaSat 12               | GTO    | Successo          |
| 24 | 1º maggio 2013    | 3B/E        | ChinaSat 11               | GTO    | Successo          |
| 25 | 1º dicembre 2013  | 3B/E        | Chang'e 3                 | TLI    | Successo          |
| 26 | 20 dicembre 2013  | 3B/E        | Túpac Katari 1            | GTO    | Successo          |
| 27 | 25 luglio 2015    | 3B/E + YZ-1 | BeiDou M1-S BeiDou M2-S   | MEO    | Successo          |
| 28 | 12 settembre 2015 | 3B/E        | TJS-1                     | GTO    | Successo          |
| 29 | 29 settembre 2015 | 3B/E        | BeiDou I2-S               | GTO    | Successo          |
| 30 | 16 ottobre 2015   | 3B/E        | APStar 9                  | GTO    | Successo          |
| 31 | 3 novembre 2015   | 3B/E        | ChinaSat 2C               | GTO    | Successo          |
| 32 | 20 novembre 2015  | 3B/E        | LaoSat-1                  | GTO    | Successo          |
| 33 | 9 dicembre 2015   | 3B/E        | ChinaSat 1C               | GTO    | Successo          |
| 34 | 28 dicembre 2015  | 3B/E        | Gaofen 4                  | GTO    | Successo          |
| 35 | 15 gennaio 2016   | 3B/E        | Belintersat 1             | GTO    | Successo          |
| 36 | 5 agosto 2016     | 3B/E        | Tiantong-1-01             | GTO    | Successo          |
| 37 | 10 dicembre 2016  | 3B/E        | Fengyun-4A                | GTO    | Successo          |
| 38 | 5 gennaio 2017    | 3B/E        | TJS-2                     | GTO    | Successo          |
| 39 | 12 aprile 2017    | 3B/E        | Shijian 13                | GTO    | Successo          |
| 40 | 19 giugno 2017    | 3B/E        | Chinasat 9A               | GTO    | Parziale successo |
| 41 | 5 novembre 2017   | 3B/E + YZ-1 | BeiDou-3 M1 BeiDou-3 M2   | MEO    | Successo          |
| 42 | 10 dicembre 2017  | 3B/E        | Alcomsat-1                | GTO    | Successo          |
| 43 | 11 gennaio 2018   | 3B/E + YZ-1 | BeiDou-3 M7 BeiDou-3 M8   | MEO    | Successo          |
| 44 | 12 febbraio 2018  | 3B/E + YZ-1 | BeiDou-3 M3 BeiDou-3 M4   | MEO    | Successo          |
| 45 | 29 marzo 2018     | 3B/E + YZ-1 | BeiDou-3 M9 BeiDou-3 M10  | MEO    | Successo          |
| 46 | 3 maggio 2018     | 3B/E        | Apstar 6C                 | GTO    | Successo          |
| 47 | 29 luglio 2018    | 3B/E + YZ-1 | BeiDou-3 M5 BeiDou-3 M6   | MEO    | Successo          |
| 48 | 24 agosto 2018    | 3B/E + YZ-1 | BeiDou-3 M11 BeiDou-3 M12 | MEO    | Successo          |
| 49 | 19 settembre 2018 | 3B/E + YZ-1 | BeiDou-3 M13 BeiDou-3 M14 | MEO    | Successo          |
| 50 | 15 ottobre 2018   | 3B/E + YZ-1 | BeiDou-3 M15 BeiDou-3 M16 | MEO    | Successo          |
| 51 | 1º novembre 2018  | 3B/E        | BDS-3 G1                  | GTO    | Successo          |
| 52 | 18 novembre 2018  | 3B/E + YZ-1 | BeiDou-3 M17 BeiDou-3 M18 | MEO    | Successo          |
| 53 | 7 dicembre 2018   | 3B/E        | Chang'e 4                 | TLI    | Successo          |
| 54 | 10 gennaio 2019   | 3B/E        | ChinaSat 2D               | GTO    | Successo          |
| 55 | 9 marzo 2019      | 3B/E        | ChinaSat 6C               | GTO    | Successo          |
| 56 | 31 marzo 2019     | 3B/E        | Tianlian 2-01             | GTO    | Successo          |
| 57 | 20 aprile 2019    | 3B/E        | BeiDou-3 I1               | GTO    | Successo          |
| 58 | 24 giugno 2019    | 3B/E        | BeiDou-3 I2               | GTO    | Successo          |
| 59 | 19 agosto 2019    | 3B/E        | ChinaSat 18               | GTO    | Successo          |
| 60 | 22 settembre 2019 | 3B/E + YZ-1 | BeiDou-3 M23 BeiDou-3 M24 | MEO    | Successo          |
| 61 | 17 ottobre 2019   | 3B/E        | TJSW-4                    | GTO    | Successo          |
| 62 | 4 novembre 2019   | 3B/E        | BeiDou-3 I3               | GTO    | Successo          |
| 63 | 23 novembre 2019  | 3B/E + YZ-1 | BeiDou-3 M21 BeiDou-3 M22 | MEO    | Successo          |
| 64 | 16 dicembre 2019  | 3B/E + YZ-1 | BeiDou-3 M19 BeiDou-3 M20 | MEO    | Successo          |
| 65 | 7 gennaio 2020    | 3B/E        | TJSW-5                    | GTO    | Successo          |
| 66 | 9 marzo 2020      | 3B/E        | BeiDou-3 G2               | GTO    | Successo          |
| 67 | 9 aprile 2020     | 3B/E        | Palapa-N1                 | GTO    | Fallimento        |

### Lancio dell'Intelsat 708
Il 14 febbraio 1996, durante il volo inaugurale, il lanciatore Lunga Marcia 3B con a bordo il satellite statunitense Intelsat 708 si è inclinato in maniera anomala pochi secondi dopo la partenza, riuscendo comunque a decollare per pochi metri. Il lanciatore è poi esploso quando è caduto al suolo 23 secondi dopo l'inizio del lancio.
Il vettore è caduto su un villaggio poco distante, causando enormi danni alle strutture civili. Il governo cinese, attraverso l'Agenzia Nuova Cina, ha riportato che solamente 6 persone sono rimaste uccise e 57 ferite nell'esplosione, in quanto il villaggio era stato evacuato in via precauzionale prima del lancio. Tuttavia, alcuni occidentali hanno espresso dubbi sul fatto che l'evacuazione fosse effettivamente avvenuta e hanno stimato, in caso contrario, un numero di vittime compreso tra 200 e 500, il che renderebbe questo incidente il più grande disastro della storia spaziale per numero di vittime.
In rete si possono trovare due video che mostrano le rovine del villaggio il giorno successivo all'incidente.
La causa dell'incidente è stata individuata in un corto circuito avvenuto nel sistema di guida, navigazione e controllo del lanciatore al momento del decollo.

### Lancio del Palapa-D
Il 31 agosto 2009, durante il lancio del satellite indonesiano Palapa-D, il terzo stadio ebbe un malfunzionamento e il satellite fu posto in un'orbita più bassa di quella prevista. In seguito, il Palapa-D fu portato sull'orbita corretta azionando i propulsori di bordo del satellite, tuttavia l'imprevisto consumo di propellente ne ha accorciato la vita utile di alcuni anni.

### Lancio del ChinaSat 9A
Il 19 giugno 2017 un'anomalia durante il lancio del satellite cinese ChinaSat 9A ne causò l'inserimento in un'orbita troppo bassa. Le indagini hanno portato a concludere che il problema è stato causato da un malfunzionamento del sistema di controllo del rollio del terzo stadio. Anche in questo caso, il satellite ha poi raggiunto l'orbita corretta usando i propri propulsori di bordo.

### Lancio del Palapa-N1
Il 9 aprile 2020 il lancio del satellite indonesiano per telecomunicazioni Palapa-N1 è fallito a causa della mancata accensione di uno dei due motori YF-75 del 3º stadio. Lo stadio e il satellite sono rientrati nell'atmosfera disintegrandosi sopra l'Oceano Pacifico.
Curiosamente, il Palapa-N1 doveva rimpiazzare il Palapa-D, la cui vita utile è stata accorciata a causa di un problema durante il lancio, che fu effettuato con un vettore dello stesso tipo.